# Callot Sœurs
Callot Sœurs är ett fransk modehus. Det fick sitt namn efter sina grundare, systrarna Callot: Marie Callot-Gerber, Marthe Callot-Bertrand, Regina Callot-Tennyson-Chantrell och Joséphine Callot-Crimont. 
Modehuset grundades 1895 och blev genast ett av de ledande i Paris: under 1900-talets första decennium angav Vogue att modet krävde en design av antingen Worth, Redfern eller Callot. 